# Awesome Kong
Kia Stevens (Carson, 4 de setembro de 1977) é uma lutadora de wrestling norte-americana, mais conhecida pelos ring names Amazing Kong e Awesome Kong. Trabalhou na Total Nonstop Action Wrestling de 2007 até 2016.

## Carreira no wrestling profissional

### Início
Tia fez sua estréia na All Japan Women's Pro-Wrestling em 20 de outubro de 2002, com o ring name de Amazing Kong. Em sua passagem pelo Japão atuou por várias promoções. Em 2004 conseguiu seu maior título no Japão o WWWA World Heavyweight Championship. Ainda pelo país asiático Kong fez parceria com uma lenda do wrestling Aja Kong; juntas foram campeãs de duplas em várias promoções. Em janeiro de 2007 derrota Nanae Takahashi e conquista o AWA Superstars of Wrestling World Women's Championship. Ao longo de 2006 e 2007 Kong competiu em nove dos quinze eventos anuais da Shimmer Women Athletes. Logo depois de aparecer na Ring of Honor em 15 de setembro de 2007, assina contrato com a Total Nonstop Action Wrestling.

### Total Nonstop Action Wrestling

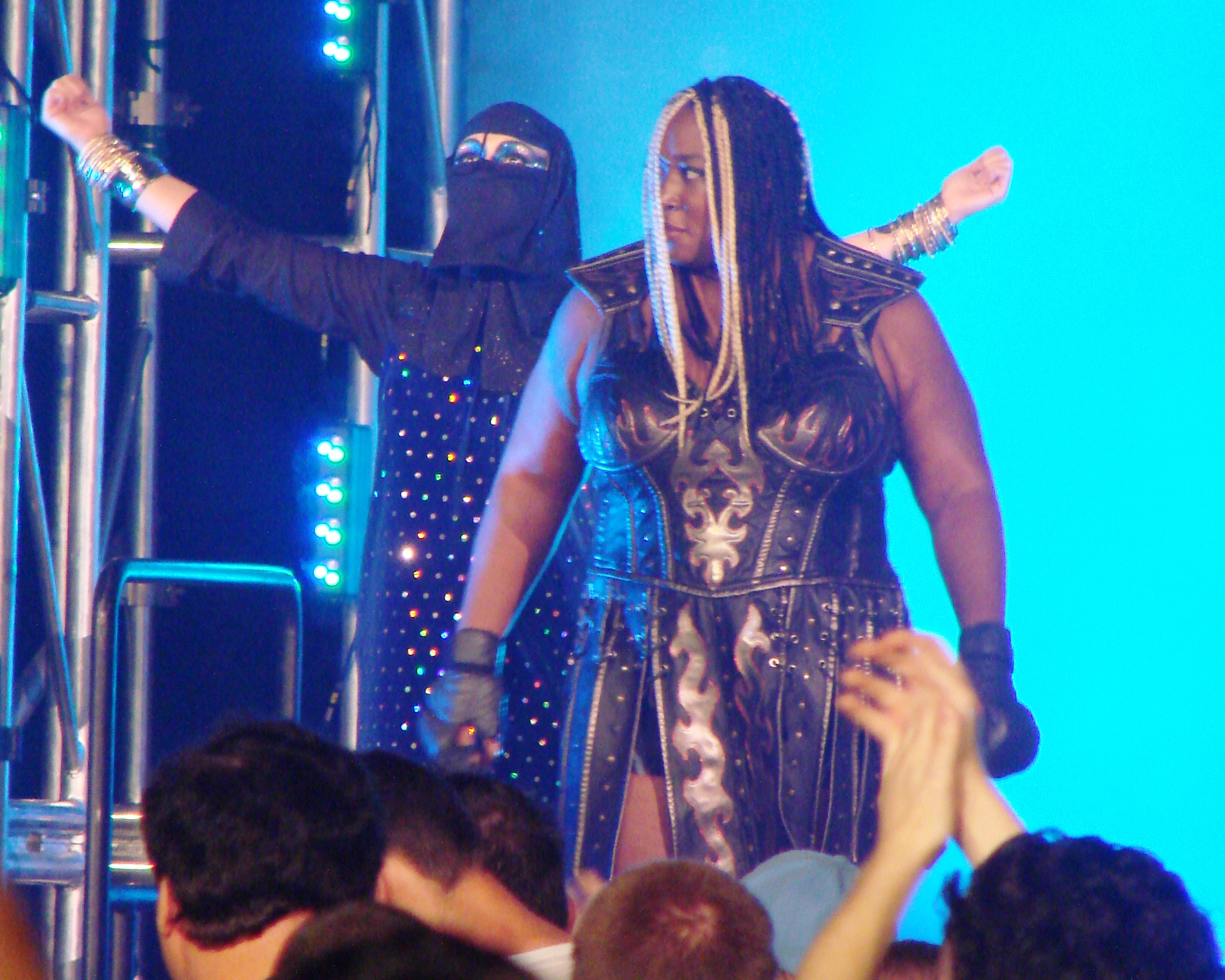
Junto de Raisha Saeed na TNA

Na TNA Tia Stevens muda seu ring name para Awesome Kong, em seu primeiro combate em 11 de outubro de 2007 estréia derrotando Gail Kim com quem cria uma imensa rivalidade até a saída desta da empresa. Seu primeiro pay-per-view na TNA foi o Bound for Glory onde participou de uma battle royal pelo recém criado TNA Knockouts Championship, que foi vencida por Gail Kim. Na edição de 10 de janeiro de 2008 do TNA Impact! derrota Gail Kim e torna-se a nova Women's Knockout Champion. Seu primeiro reinado durou até 10 de julho de 2008 quando foi derrotada por Taylor Wilde que tinha aceitado desafiar a campeã por um prêmio de 25 mil dólares mais o título, embora fosse apenas uma pessoa do público (Kayfabe). Na tentativa de recuperar o título perdido se alia a The Beautiful People (Angelina Love e Velvet Sky), mesmo com auxílio delas e de sua manager Raisha Saeed, não consegue recuperar o título. Nesse meio tempo acaba criando uma rivalidade também com O.D.B. Seu segundo reinado teve início em 23 de outubro de 2008 quando derrotou Taylor Wilde e reconquistou o título. Em seu novo reinado passa a ter um feud com Christy Hemme, as duas se confrontam no Final Resolution, a luta acaba em desclassificação após a interferência de Raisha Saeed e Rhaka Khan no combate. Porém devido a lesão de Hemme antes do Genesis de 2009 essa feud foi interrompida.

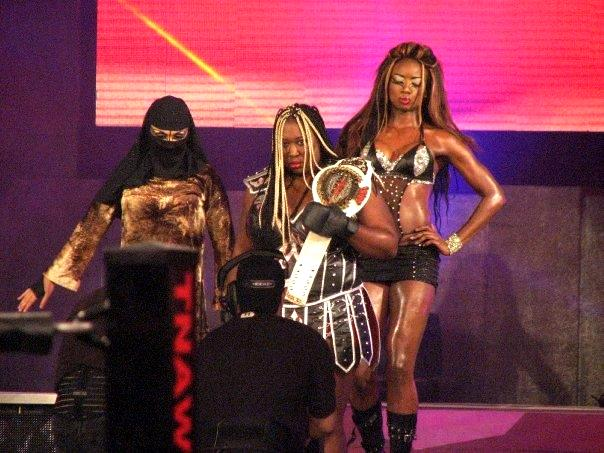
The Kongtourage

No Genesis ocorreu uma luta entre O.D.B., Roxxi e Taylor Wilde contra The Khantourage (Rhaka Khan, Raisha Saeed e Sojourner Bolt), pela estipulação a lutadora que fizesse o pin tornaria-se a desafiante pelo título de Kong. O.D.B. garantiu esse direito, assim que o combate foi encerrado Kong foi ao ringue e a atacou.
Em 21 de março de 2010 deixou a TNA.

### World Wrestling Entertainment / WWE
No dia 1 de janeiro de 2011, Kia confirmou através de seu twitter que tinha assinado contrato com a WWE. Vídeos promovendo sua estréia começaram a ser exibidos em Abril de 2011, onde seu nome havia sido mudado para Kharma. Estreou no dia 1 de maio de 2011 no PPV WWE Extreme Rules ao atacar Michelle McCool. Nas semanas seguintes ela continuou atacando as Divas tanto na RAW quanto na Smackdown, porém, no dia 23 de março ela apareceu na RAW em uma luta 8 Divas Tag Team Match entre Gail Kim, Eve, Kelly Kelly & Beth Phoenix vs Maryse, Melina & The Bella Twins, mas em vez de atacar as divas como de costume, Kharma se ajoelhou no meio do ringue e começou a chorar, e logo veio uma noticia que chocou a muitos, Kharma esta grávida e como ja era de se supor tera que ficar alguns meses fora da WWE.
Kharma fez seu retorno ao ring da WWE no Royal Rumble 2012, sendo a única mulher a lutar no combate.

## No wrestling
- Finishing e signature moves

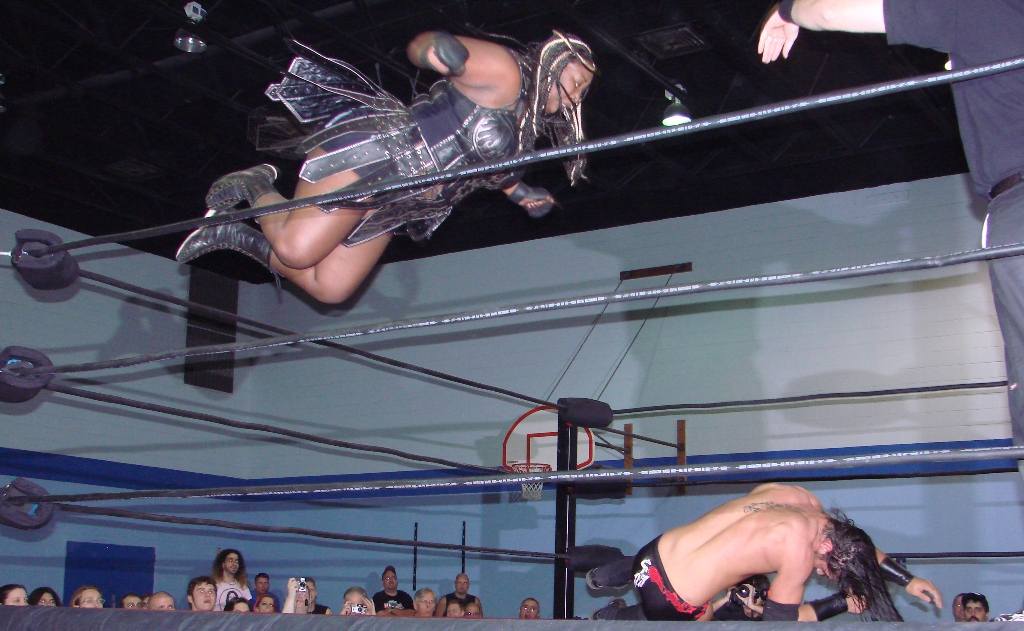
Kong executando um Amazing Press diving splash em Tyler Black em um evento da NWA Midwest

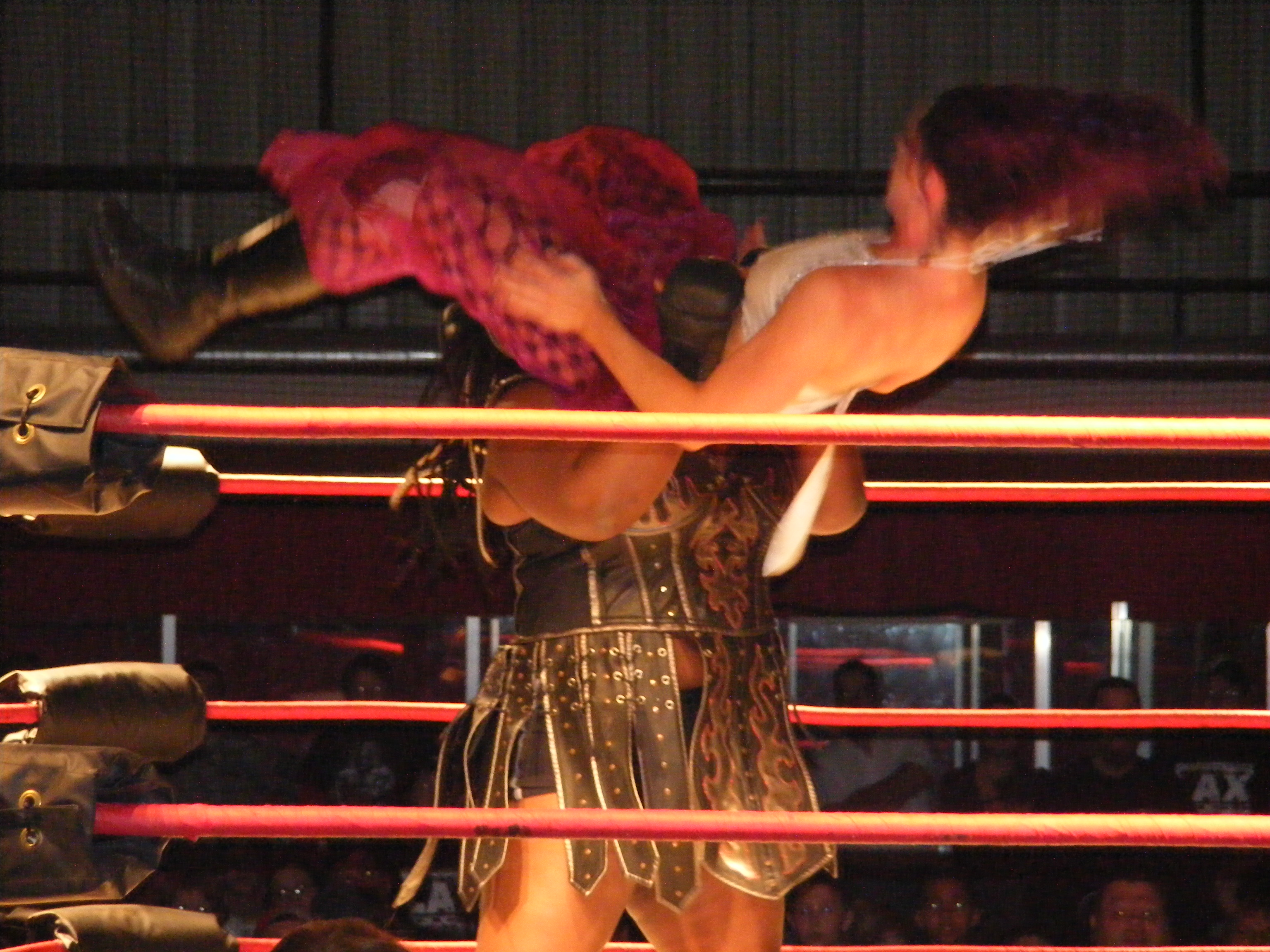
Kong aplicando seu Awesome Bomb em Roxxi Laveaux

  - Awesome Bomb (TNA) / Amazing Bomb (Circuito independente) (Sitout powerbomb pin)
  - Awesome Press (TNA) / Amazing Press (Circuito independente) (Diving splash)
  - Diving leg drop - Japão
  - Implant Buster (Lifting double underhook facebuster)
  - Spinning powerbomb pin - Circuito independente
  - Accordion Rack (Over the shoulder bow and arrow rack)
  - Gorilla press slam
  - Lariat
  - One handed ou um two handed chokeslam
  - Running splash
  - Spinning backfist
- Managers
  - Raisha Saeed
  - Rhaka Khan
- Tema de entrada
  - Circuito independente
    - "Who Ride Wit Us?" por Kurupt (NEO / SHIMMER)

  - Total Nonstop Action Wrestling
    - "Omori (Kong Rap Remix)" por Dale Oliver - (2007)
    - "Empire March" por Dale Oliver (2007-2010)[1]

  - World Wrestling Entertainment
    - "Bad Karma" por Jim Johnston - (2010 - Presente)[2]

## Campeonatos e prêmios
- All Japan Women's Pro-Wrestling
  - WWWA World Heavyweight Championship (1 vez)[3]
  - WWWA World Tag Team Championship (1 vez) - com Aja Kong[4]
  - Japan Grand Prix (2003)[5]
- AWA Superstars of Wrestling
  - AWA Superstars World Women's Championship (1 vez)
- Cauliflower Alley Club
  - Women's Wrestling (Active) Award (2011)[6]
- ChickFight
  - ChickFight IX[7]
- GAEA Japan
  - AAAW Tag Team Championship (1 vez) - com Aja Kong
- HUSTLE
  - Hustle Super Tag Team Championship (1 vez) - com Aja Kong[8]
- Ladies Legend Pro Wrestling
  - LLPW Tag Team Championship (1 vez) - com Aja Kong
- NWA Midwest
  - NWA World Women's Championship (1 vez)
- NEO Ladies Pro Wrestling
  - NEO Tag Team Championship (2 vezes) - com Matsuo Haruka (1) e Kyoko Kimura (1)
- Pro Wrestling Illustrated
  - PWI a colocou como #4 das 50 melhores lutadoras singulares durante a PWI Female 50 de 2008
  - PWI a colocou como #6 das 50 melhores lutadoras singulares durante a PWI Female 50 de 2009
  - PWI Woman of the Year (2008)
- Pro Wrestling WORLD-1
  - Pro Wrestling WORLD-1 Women's Championship (1 vez)
- Total Nonstop Action Wrestling
  - TNA Knockouts Championship (2 vezes)
  - TNA Knockout Tag Team Championship (1 vez) (com Hamada)